# Стадион Форд филд
Стадион Форд филд (енгл. Ford Field) је вишенаменски стадион у граду Детроиту, Мичиген, САД. Стадион првенствено служи као дом Детроит лајонса из Националне фудбалске лиге (НФЛ), као и годишње утакмице „Квик лејн боул” колеџа, фудбалске утакмице државног првенства за средњошколска атлетска такмичења и за средњошколско државно првенство у рвању и МЦБА Марчинг бенд фајнал, између осталих догађаја. Редовни капацитет седишта је око 65.000, мада се може проширити до 70.000 за фудбал и 80.000 за кошарку.
Права на име је купила Форд мотор компанија за 40 милиона долара за период од 20 година. Породица Форд има контролни интерес у компанији, а породица Форд контролише власништво над франшизом Лавова од краја 1963. године.

## Историја

### Планирање и изградња
Године 1975. Лавови су се преселили у Понтиак силвердом након што су играли на стадиону Тајгер од 1938. до 1939. и 1941. до 1974. године. До средине 1990их, почели су да истражују могућност повратка у град Детроит како би изградили нови стадион. Лавови су 20. августа 1996. објавили намеру да изграде нови стадион у центру Детроита. 5. новембра 1996. гласачи су одобрили референдум за стадион.
Копање темеља стадиона почело је 16. новембра 1999. године, као део плана ревитализације центра града Детроита, који је укључивао Комерика парк.
Форд филд је отворен у априлу 2002. са ценом изградње од 430 милиона америчких долара и финансиран је првенствено јавним новцем и новцем прикупљеним од продаје права на име. Првог априла 2007. године у арени је одржана Врестлеманиа 23. Овом догађају је присуствовало 80.103 људи..
На Форд филду је 5. фебруара 2006. године одржан је Супер Боул КСЛ, у којем су Питсбург стилерси победили Сијетл сихоксе са 21 : 10 и освојили свој пети Супербоул.
Форд Филд је један од ретких стадиона у НФЛ-у са зонама поена на истоку и западу. Поред њега, слично уређење игралишта има на стадионима „Сан лајф стадион”, „Џорџија хаус” и „Кливленд Браунс стадион”.

### Фудбал
Форд филд је 7. јуна 2011. био домаћин две утакмице групне фазе фудбалског турнира Златног купа Конкакафа 2011.Панама је играла са Гвадалупом у првом мечу, док су Сједињене Државе играле против Канаде у другом мечу.
| Датум               | Репрезентација #1 | Рез.  | Репрезентација #2 | Такмичење          | Гледалаца |
| ------------------- | ----------------- | ----- | ----------------- | ------------------ | --------- |
| 17. децембар 2008.  | Сједињене Државе  | 1 : 0 | Кина              | Пријатељска (жене) | 11.933    |
| 7. јун 2011.        | Панама            | 3 : 2 | Гваделуп          | Група Ц            | 28.209    |
| 7. јун 2011.        | Сједињене Државе  | 2 : 0 | Канада            | Група Ц            | 28.209    |
| 8. децембар 2012.   | Сједињене Државе  | 2 : 0 | Кина              | Пријатељска (жене) | 17.371    |
| 17. септембар 2015. | Сједињене Државе  | 5 : 0 | Хаити             | Пријатељска (жене) | 34.538    |